# 방차석
방차석(方瑳晳, 1960년 12월 28일 ~ )은 대한민국의 제8대 대전광역시 서구의원이다.

## 학력
- 대전성남국민학교 졸업
- 중학교 졸업 학력 검정고시 합격
- 고등학교 졸업 학력 검정고시 합격
- 대전대학교 경영행정학과 졸업

### 비학위 수료
- 대전대학교 대학원 사회복지학 석사 졸업

## 경력
- 월평3동 복지만두레 회장
- 월평3동 자율방범대 부대장
- 황실타운입주자대표회의 회장
- 그린리더만월지회 회장
- 한마음사랑봉사단 단장
- 갑천누리길 그린봉사단 단장
- 대전 서구 자원봉사협의회 회장
- 대전 서구 주민참여예산위원회 위원장
- 대전 곰두리자원봉사연합 서구 지회장
- 사랑의열매 서구나눔봉사단장
- 행정안전부 우리마을 녹색지킴이
- 둔산경찰서 범죄예방관
- 서부소방서 의용소방대 구급반장
- 서부소방서 시민안전감시단
- 요양보호사 1급·사회복지사 2급
- 2018.07 ~ 2019.08 제8대 대전광역시 서구의회 의원
- 2018.07 ~ 2019.08 제8대 대전광역시 서구의회 전반기 도시건설위원회 위원
- 2018.07 ~ 2019.08 제8대 대전광역시 서구의회 전반기 예산결산특별위원회 위원장

## 공직선거법 위반
더불어민주당 방차석 구의원은 당시 더불어민주당 김소연 대전시의원이 폭로한 공천 헌금 사건으로 인해 기소되었다. 방차석 구의원은 자신의 공천을 위해 전문학 전 대전시의원, 변재형 전 박범계 국회의원 비서관에게 2,000만원 뇌물을 차명계좌를 통해 상납한 혐의를 적용받았다. 이에 1심 재판부에서 2019년 5월 2일 징역 6월, 집행유예 2년, 추징금 1,949만원을 선고하였다. 2019년 8월 22일 치러진 대전고등법원 항소심에서 항소가 기각되었다. 기사 2019년 8월 27일 방차석 의원이 상고를 포기하고, 의원직을 사퇴했다. 상고를 포기하면서 공직선거법에 따라 10년 간 공직 선거에 출마가 불가능하게 피선거권이 박탈되었다.

## 역대 선거 결과
| 실시년도 | 선거      | 대수 | 직책   | 선거구                | 정당         | 득표수   | 득표율          | 순위 | 당락 | 비고           |
| -------- | --------- | ---- | ------ | --------------------- | ------------ | -------- | --------------- | ---- | ---- | -------------- |
| 2018년   | 지방 선거 | 8대  | 구의원 | 대전 서구 (바 선거구) | 더불어민주당 | 7,041 표 | \| \| 22.86% \| | 3위  |      | 초선, 민선 7기 |
|          | 22.86%    |      |        |                       |              |          |                 |      |      |                |